# Путивка (сорт яблук)
Путивка — пізньолітній український сорт яблуні народної селекції, з давніх пір був поширений на Лівобережжі України: Полтавська, Чернігівська, Сумська області, а також в Київській і Житомирській областях, де до недавніх пір районувався. 
Точне походження сорту не відоме, але можливо назва пов'язана з містом Путивль.
Морозостійкий, посухостійкий сорт, невибагливий до ґрунтів, з рясним плодоношенням.
Дерева потужні, на насіннєвій підщепі рослі. Крона округла, ширококонічна. Інтенсивно зростає до вступу в плодоношення, після початку плодоношення зростання сповільнюється. Цвітіння тривале, зав’язь рясна. Листя зеленого кольору, м’ясисте, ребристість сильно виражена. Край листа зубчастий, нижня сторона листа практично не опушена. Черешок короткий, прилисток слабо виражений. Квітки білого кольору, рясні, частково самоплідні.
Плоди округло-конічної форми, середні або великі, світлозелені, а при достиганні — світло-жовті з рум'янцем на сонячній стороні.
Як відгукувався про смак Путівки Л. П. Симиренко: “М’якуш соковитий, солодкуватий, з приємним кваском в смаку”.
Дозрівання плодів припадає на 2-3 декади серпня. Зберігаються плоди в погребі до грудня місяця. Молоді дерева плодоносять періодично, дорослі — більш регулярно. Яблуня Путівка схильна до перевантажень, спостерігається осипання плодів, бажано нормування плодів.
Сорт згадується в “Енеїді” Івана Котляревського: «Парис, Пріамове дитятко, Путівочку Венері дав…».